# Oligomere Proanthocyanidine
Oligomere Proanthocyanidine, auch oligomere Procyanidine, OPC oder PCO (englisch oligomeric proanthocyanidins), sind in Pflanzen natürlich vorkommende Stoffe, die zur Gruppe der Flavanole gehören und den übergeordneten Polyphenolen zuzuordnen sind. OPC sind zumeist Dimere oder Trimere von Catechinen.
Sie bilden mit den polymeren Proanthocyanidinen eine Gruppe der kondensierten Proanthocyanide (Tannine).

## Vorkommen
OPC wurden 1948 von Jack Masquelier während einer Studie zur Verfütterbarkeit von Erdnusshäutchen entdeckt. In Tierversuchen stellte er fest, dass in den Häutchen Stoffe vorhanden sind, die sich gut zur Behandlung von Venenkrankheiten eigneten. Bei der Identifikation stieß er auf Verbindungen und nannte diese OPC. Sie kommen in vielen anderen Pflanzen vor und sind von jeher Bestandteil der Nahrung des Menschen. Vor allem in Traubenkernen (Traubenkernmehl), der Schale und dem Laub roter Trauben, in den roten Häutchen von Erdnüssen, in Kokosnüssen, in Ginkgoblättern, in Äpfeln, Lärchenholz und in der Rinde der Strandkiefer (Strandkiefer, Pinus pinaster) kommen diese vor (siehe Seekiefer-Rindenextrakt). Besonders die äußeren Pflanzenteile wie Rinde oder Schalen, aber auch Kerne und Kerngehäuse enthalten größere Mengen an OPC. Oligomere Proanthocyanidine finden sich auch lageabhängig in unterschiedlicher Konzentration im Rotwein, deutlich weniger im Weißwein.
OPC, wie viele andere sekundäre Pflanzenstoffe, dienen den Pflanzen hauptsächlich zum Schutz vor UV-Strahlung, klimatischen Bedingungen und vor Prädatoren (z. B. Parasiten).

## Biologische Wirkung
Neben antioxidativen und entzündungshemmenden Eigenschaften wurde durch OPC auch eine dosisabhängige Wachstumshemmung von Dickdarmkrebszellen beobachtet. OPC sind möglicherweise Katalysatoren, die die positiven Wirkungen von Vitamin A, C und E verstärken können. Eine Expertengruppe der Mount Sinai School of Medicine, New York, fand in Tierversuchen heraus, dass Polyphenole in Traubenkernextrakt die Plaquebildung als Vorstufe für Alzheimer und somit die typischen Gedächtnisausfälle verhindern oder wenigstens hinauszögern könnten. Die Wirkung von OPC scheint durch die Anwesenheit anderer Substanzen im Sinne eines Synergismus günstig beeinflussbar zu sein. Zu diesen Substanzen gehören Ascorbinsäure sowie Taxifolin, Rutin, Hesperidin und Quercetin wie auch weitere Bioflavonoide. Nur etwa 80 % reines Taxifolin enthält neben anderen Polyphenolen auch OPC und hat ein breites Wirkspektrum auf den menschlichen Organismus. Hierzu zählen neben den positiven Wirkungen bei kardiovaskulären Erkrankungen (gefäßerweiternd und gefäßstabilisierend, blutdrucksenkend) die Bindungsfähigkeit Reaktiver Sauerstoffspezies ROS, die antioxidativen und antikanzerogenen Eigenschaften.
OPC, je nach Zusammensetzung,  werden unterschiedlich stark resorbiert, unterliegen jedoch nach Resorption einer teilweisen Metabolisierung, die dazu führt, dass nicht die gesamte zugeführte OPC-Menge in einer aktiven Form im Blut zur Verfügung steht. Die im Blut gefundenen OPC unterscheiden sich daher chemisch von denen, die mit der Nahrung zugeführt wurden. Außerdem ist beobachtet worden, dass die OPC noch vor Resorption durch darmständige Mikroorganismen zum Teil abgebaut werden. Die in Studien beobachteten Wirkungen eingenommener OPC oder OPC-reicher Nahrung sind nicht stets auf OPC selbst beschränkt. So ist noch nicht endgültig geklärt, ob mögliche Metaboliten, die durch bakterielle Zersetzung im Darm oder durch den menschlichen Stoffwechsel entstehen, die eigentlichen Wirksubstanzen sind.

## Verwendung
OPC (oligomere Procyanidine) werden als Bestandteil von Nahrungsergänzungsmitteln auf den Markt gebracht, wobei die in diesem Zusammenhang aufgestellten Werbeaussagen, insbesondere die Behauptungen zu gesundheitlichen und physiologischen Wirkungen, mit Hinblick auf einen gesicherten naturwissenschaftlichen oder medizinischen Erkenntnisstand häufig nicht haltbar sind.
Das Bundesverwaltungsgericht hat festgestellt, dass OPC-haltige Mittel nicht generell als Funktionsarzneimittel einzustufen seien, da keine verlässlichen wissenschaftlichen Studien über eine signifikante Wirkung auf den menschlichen Organismus existieren und somit nicht von einer pharmakologischen Wirksamkeit ausgegangen werden dürfe. Die Einordnung der OPC als Lebensmittelzusatzstoffe, die für die Beurteilung der Verkehrsfähigkeit von OPC-haltigen Nahrungsergänzungsmitteln von Bedeutung ist (rechtlich gesehen sind Nahrungsergänzungsmittel Lebensmittel), war längere Zeit unklar. Gemäß §2 Abs. 3 LFGB sind solche Stoffe den Zusatzstoffen gleichgestellt, die weder selbst als Lebensmittel verzehrt noch als charakteristische Zutat eines Lebensmittels verwendet werden. Hingegen ist nicht definiert, welcher Stoff als „charakteristisch“ gilt. Das Bundesverwaltungsgericht kam 2007 zu dem Urteil, dass OPC als charakteristischer Bestandteil bestimmter Nahrungsergänzungsmittel angesehen werden können und den Zusatzstoffen nicht gleichgestellt seien. Da so gesehen für OPC eine Zulassungspflicht wie bei Lebensmittelzusatzstoffen entfällt, sind OPC-haltige Nahrungsergänzungsmittel als rechtmäßig verkehrsfähig anzusehen.